# 周景 (東漢)
周景（？—168年），字仲飨，庐江郡舒縣（今安徽省庐江县）人，東漢政治人物。
周景少以廉洁能干见称，初被察为孝廉，辟大将军梁冀府。后为豫州刺史，李膺、荀绲等为从事，任用橋玄，更迁至河内郡太守，爱好贤士，举荐者必厚赠物品。入朝为将作大匠。梁冀被杀，他作为故吏被免官禁锢。不久担任尚书令，163年代替刘宽为司空，他和太尉杨秉依法整治宦官任用的门人和子弟，免官五十余人。具瑗、侯览因此也被罢免，朝野称赞。
165年因为地震罢官。166年代替陈蕃担任太尉。汉桓帝死后，他和窦武迎立汉灵帝。建宁二年（168年）周景去世。子周忠，后来也是太尉。他堂兄弟的孙子就是汉末三国名将周瑜。